# HR 4458
HR 4458 je dvojhvězda v souhvězdí Hydry tvořená oranžovým trpaslíkem spektrálního typu K0 o 0,84 sluneční hmotnosti, a bílým trpaslíkem třídy DC8; vzdálená od Země 31,2 ly.